# Покрытие поверхности адсорбатом
Покрытие поверхности адсорбатом (англ. coverage) — доля адсорбционных мест на поверхности твердого тела занятых адсорбатом (адсорбированным веществом).

## Описание
Покрытие поверхности адсорбатом показывает долю поверхности твердого тела, занятую адсорбированными объектами (атомами или молекулами), может также рассматриваться как количественная характеристика адсорбции и показывать удельное количество вещества, перешедшее в процессе адсорбции из газовой (жидкой) фазы на поверхность твердой фазы.
Покрытие поверхности адсорбатом выражается в долях монослоя как число адсорбированных объектов на единицу площади (шт./м2), или как количество адсорбированных объектов, отнесенное к количеству атомов в поверхностном слое твердого тела (шт.адс/шт.пов.).